# Osumanu Adama
Osumanu Adama (ur. 24 grudnia 1980 w Akrze) – ghański bokser kategorii średniej.

## Kariera amatorska
W 1999 roku wywalczył srebrny medal igrzysk afrykańskich.

## Kariera zawodowa
Jako zawodowiec zadebiutował 25 maja 2001, nokautując w 2 rundzie rodaka Akeema Alarapea. Do końca 2008 stoczył jeszcze 12 pojedynków, z czego wszystkie wygrał, zdobywając mistrzostwo kraju i Afryki oraz pas WBO Africa w wadze junior średniej.
21 sierpnia 2009 doznał pierwszej porażki w karierze. Pokonał go jednogłośnie na punkty w 6-rundowym pojedynku Amerykanin Dyah Davis, który posłał Adamę dwukrotnie na deski w 1 rundzie. Drugiej porażki doznał, przegrywając również nieznacznie na punkty w 8-rundowym pojedynku z Amerykaninem Donovanem George'em, który posłał Adamę na deski w 7 rundzie.
17 grudnia 2010 pokonał wysoko na punkty Meksykanina Angela Hernandeza, zdobywając pas IBO International w wadze średniej. W następnej walce zmierzył się z Marcusem Upshawem, a stawką walki były tytuły IBO Inter-Continental i USBA. Adama zwyciężył w 4 rundzie przez techniczny nokaut, zostając także pretendentem do mistrzostwa świata IBO.
7 października 2011 zmierzył się z byłym mistrzem świata wagi junior średniej Romanem Karmazinem. Ghańczyk niespodziewanie wygrał przez TKO w 9 rundzie, zostając oficjalnym pretendentem do mistrzostwa świata IBF w wadze średniej.
7 marca 2012 zmierzył się z Danielem Geale'em o mistrzostwo świata IBF w wadze średniej. Po wyrównanym pojedynku jednogłośnie na punkty (110-118, 111-117, 113-115) zwyciężył Geale, po raz drugi skutecznie broniąc mistrzostwa.
1 lutego 2014 r. Adama zmierzył się z mistrzem świata wagi średniej federacji WBA i IBO, niepokonanym Giennadijem Gołowkinem. Walka została przerwana w 7. rundzie po tym jak Odama po raz kolejny wylądował na deskach. Wcześniej był liczony także w rundzie 1. i 6.